# 四芒景天
四芒景天（学名：Sedum tetractinum）为景天科景天属的植物，是中国的特有植物。分布在中国大陆的安徽、江西、贵州、浙江、广东等地，生长于海拔700米至1,000米的地区，常生长在溪边石上近水处，目前尚未由人工引种栽培。

## 别名
四射景天（拉汉种子植物名称）